# Antonio Tamburini (śpiewak)
Antonio Tamburini (ur. 28 marca 1800 w Faenzy, zm. 8 listopada 1876 w Nicei) – włoski śpiewak operowy, baryton.

## Życiorys
Był uczniem Bonifacia Asiolego i Aldobranda Rossiego. Na scenie operowej zadebiutował w 1818 roku w Cento w La contessa di Colle Erboso Pietro Generalego. W kolejnych latach występował na niewielkich scenach w Piacenzy, Neapolu, Florencji, Livorno i Turynie. W 1822 roku wystąpił w mediolańskiej La Scali, śpiewając w Matilde di Shabran Gioacchina Rossiniego, Il posto abbandonato Saveria Mercadantego oraz prapremierze Chiara e Sarafìna Gaetana Donizettiego. W kolejnych latach uczestniczył w prapremierowych wykonaniach oper Donizettiego L’ajo nell’imbarazzo (1824), Alahordi Granata (1826), Alina, regina di Golconda (1828), Gianni di Calais (1828), Imelda de’ Lammbertazzi (1830), Francesca di Foix (1831), La Romanziera (1831), Fausta (1832) oraz Vincenza Belliniego Pirat (1827) i La Straniera (1829). Od 1832 do 1851 roku występował w Théâtre-Italien w Paryżu, gdzie wystąpił jako Ryszard Forth w prapremierze opery Purytanie Belliniego (1835) oraz doktor Malatesta w Don Pasquale Donizettiego (1843). Od 1832 do 1854 roku regularnie śpiewał także w Her Majesty’s Theatre w Londynie. W 1848 roku wystąpił wraz z Fryderykiem Chopinem na koncercie dla królowej Wiktorii i księcia Alberta w londyńskim Stafford House. Po 1855 roku ograniczył występy, choć jeszcze w 1860 roku kreował w Nicei rolę Figara w Cyruliku sewilskim Rossiniego. Po raz ostatni pojawił się na scenie w 1869 roku.
Dysponował głosem o wyrównanej dwuoktawowej skali, osiągającym możliwości głosu tenorowego. W Paryżu nazywano go z tego powodu „Rubini des basses-tailles”. Jego żoną była śpiewaczka Marietta Goja (1801–1866).